# Enigma della sfinge

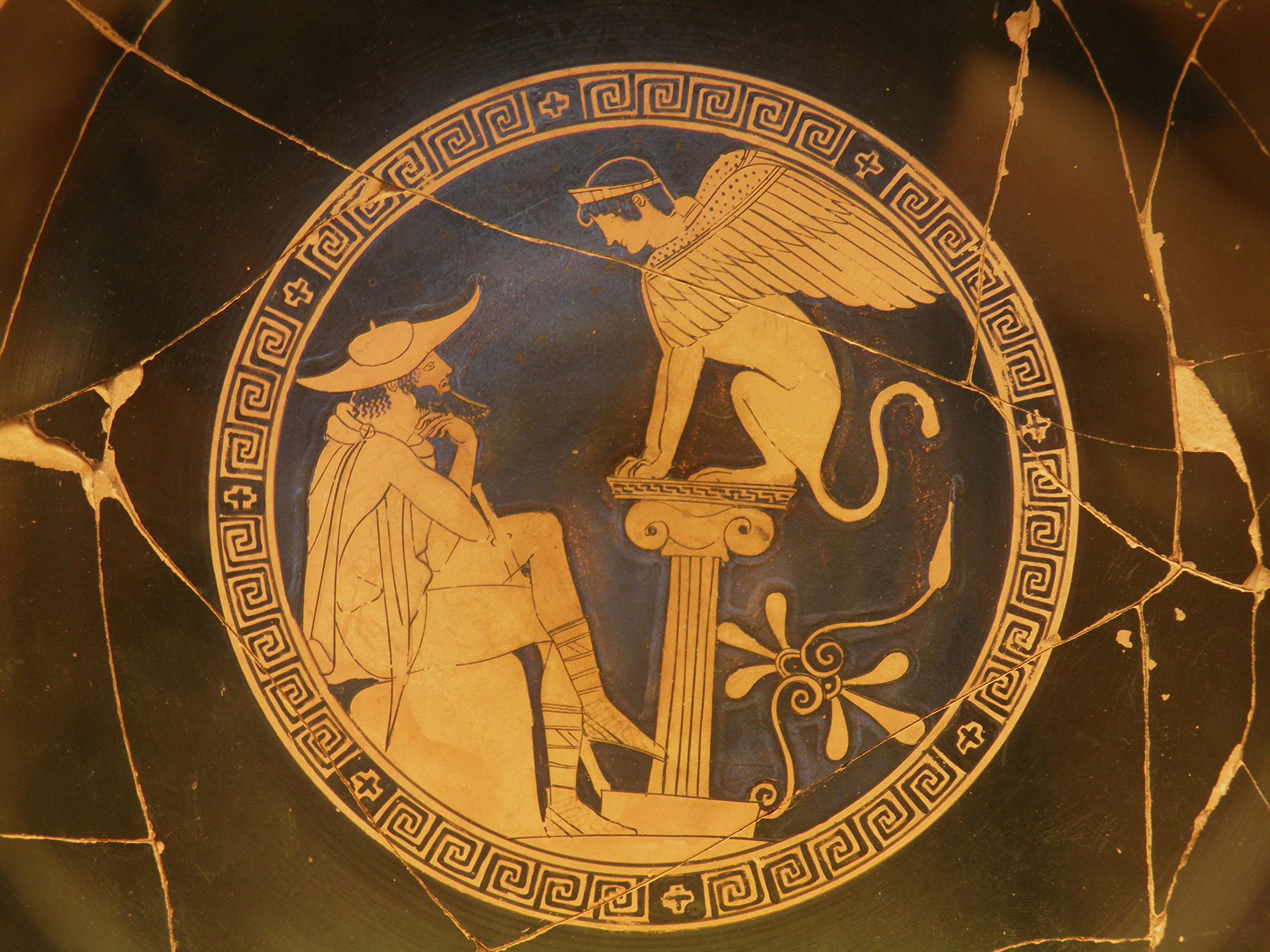
Edipo e la Sfinge su un kylix a figure rosse risalente al 470 a.C. e ritrovato a Vulci

L'enigma della sfinge è il primo enigma della storia di cui si abbia documentazione. Nella mitologia greca veniva posto dalla sfinge all'ingresso della città di Tebe ai passanti e chi non fosse stato in grado di risolverlo sarebbe stato strangolato o, secondo altre fonti, divorato dal mostro.

## Fonti
L'indovinello viene citato da vari autori, come ad esempio Pseudo-Apollodoro, che descrive la Sfinge in modo classico, ossia un leone con volto da donna ed ali da uccello.
L'enigma che essa, inviata da Era ed accovacciata sul Monte Ficio,  propone è: 
(Biblioteca, III, 5, 8)
Essa si avventava sui tebani che non rispondevano e li divorava. Creonte, dopo aver perso anche il figlio Emone, stabilì che chi l'avesse sconfitta avrebbe avuto il regno e la mano della vedova di Laio, Giocasta. Edipo ebbe successo, spiegando che la risposta era "l'uomo", che gattona da neonato, cammina su due gambe da adulto e si appoggia su un bastone da anziano. La Sfinge si suicidò dall'acropoli dopo la sconfitta.
Diodoro Siculo propone una versione simile: 
(Bibliotheca historica, IV, 64, 3)
Ateneo di Naucrati cita Asclepiade di Tragilo, che avrebbe riferito l'enigma in questo modo:
καὶ τρίπον, ἀλλάσσει δὲ φύσιν μόνον ὅσς´ ἐπὶ γαῖαν

ἑρπετὰ γίνονται καὶ ἀν´ αἰθέρα καὶ κατὰ πόντον·

ἀλλ´ ὁπόταν πλείστοισιν ἐρειδόμενον ποσὶ βαίνῃ,

(Deipnosofisti, X, 456b)
Né Sofocle né Euripide citano l'enigma della Sfinge, pur citando lo scontro fra essa ed Edipo; e neppure Igino, che considera la Sfinge figlia di Tifone.
La sconfitta della Sfinge è rappresentata drammaticamente da Seneca nella sua tragedia, l'Edipo.

### Età moderna

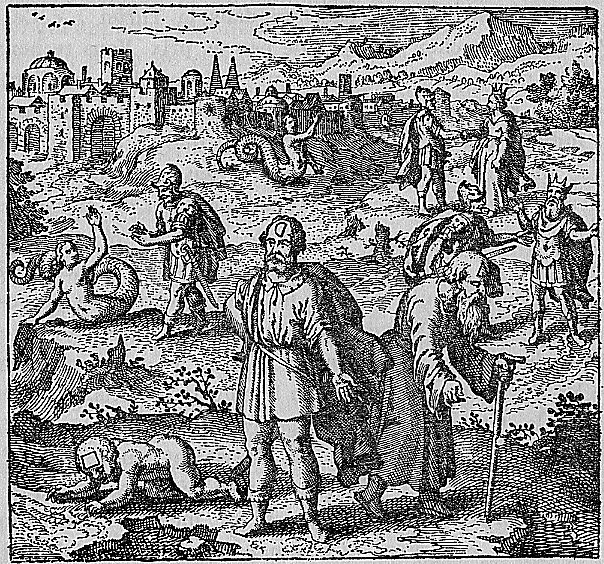
L'enigma della sfinge rappresentato nel 39° emblema del trattato alchemico Atalanta fugiens di Michael Maier (1617), il quale vi raffigura le tre età della vita (un bambino che gattona con un quadrato sulla fronte, un adulto con un semicerchio e un anziano barbuto con un triangolo), affermando però che la vera soluzione consiste nella pietra filosofale.

L'alchimista Michael Maier riporta in latino l'enigma della Sfinge nel 39° epigramma del suo trattato Atalanta fugiens del 1617:
(Trad. it. di Bruno Cerchio, da Michael Maier, Atalanta fugiens, emblema XXXIX, pp. 213-214, Roma, Mediterranee, 1984)

## Nella cultura di massa
La figura della sfinge compare ne La storia infinita di Michael Ende, dove Atreiu, per avere colloquio con l'Oracolo del Sud, deve attraversare tre portali. Il primo di questi è difeso da due sfingi, le quali tuttavia non pongono alcun quesito e concedono il passaggio solamente a chi ne sia ritenuto realmente degno.

## Curiosità
Esiste una kylix a figure rosse del 470 a.C. che rappresenta Edipo dinanzi alla Sfinge. A fianco del primo vi è la parola "ΟΙΔΙΠΟΔΕΣ" mentre la Sfinge pronuncia la parola "ΚΑΙΤΡΙ[ΠΟΝ]" ("e i Tripodi"), scritta al rovescio. Potrebbe essere un gioco di parole, essendo ΟΙΔΙΠΟΔΕΣ trasformabile in ΟΙ ΔΙΠΟΔΕΣ, ossia da una variante del nome "Edipo" a "i bipedi". In tal caso "i bipedi" avrebbe come risposta "ΚΑΙ ΤΡΙ[ΠΟΝ]" (e i tripodi) che a sua volta è una citazione da varie forme dell'indovinello.

### Simili enigmi non greci
Enigmi simili a quelli della Sfinge sono stati registrati in molte culture differenti, come ad esempio fra i mongoli del Selenga, fra le tribù centrali africane un tempo colonie inglesi e fra quelle della Guascogna.